# Noel Pearson
Pour les articles homonymes, voir Pearson.
Noel Pearson (né le 25 juin 1965, à Cooktown) est un avocat australien, militant des droits des  Aborigènes et fondateur du Cape York Institute for Policy and Leadership, une organisation pour le développement économique et social des Aborigènes du cap York.

## Biographe et philosophe politique
Il est né à Cooktown, au Queensland en 1965. Dans sa jeunesse, il a vécu à la mission luthérienne de Hope Vale. Il décrit la communauté comme ayant été matériellement pauvre, mais un endroit de familles fortes. Il a étudié le droit et l'histoire à l'université de Sydney. Jusqu'en 1999 il a été connu principalement en tant qu'avocat concerné par des jugements sur les droits des terres. Il a fortement soutenu la décision Mabo de la Haute Cour d'Australie. Depuis 1999, Pearson est devenu plus connu comme théoricien politique.
Bien que Pearson ait travaillé étroitement avec les Premiers ministres Paul Keating (de gauche) et John Howard (de droite), il critique souvent l'établissement politique australien - notamment la gauche politique - à qui il reproche souvent  d'avoir encouragé les Aborigènes à la dépendance aux aides financières du gouvernement. Beaucoup d'aborigènes se sont tournés vers des aides financières du gouvernement. Pearson a estimé par la suite que ces aides ont été des sit-down-money (argent pour s'asseoir) qui ont contribué au développement d'une économie factice et destructrice de l'Australie indigène.
Son discours, White Guilt, Victimhood and the Quest for a Radical Centre, de 2007, a été décrit par le commentateur Clive James comme un turning point dans l'histoire australienne.
En 2009 il a publié son premier livre : Up From the Mission.

## Œuvres
- Up From the Mission: Selected Writings, Black Inc, 2010  (ISBN 9781863954280)